# Convoi HX 44
Le convoi HX 44 est un convoi passant dans l'Atlantique nord, pendant la Seconde Guerre mondiale. Il part de Halifax au Canada le 20 mai 1940 pour différents ports du Royaume-Uni et de la France. Il arrive à Liverpool le 3 juin 1940.

## Composition du convoi
Ce convoi est constitué de 33 cargos :
- Royaume-Uni : 27 cargos
- Estonie : 1 cargo
- Norvège : 3 cargos
- Panama : 2 cargos

10 cargos viennent d'un convoi provenant des Bermudes.

## L'escorte
Ce convoi est escorté en début de parcours par :
- les destroyers canadiens : NCSM Saguenay et NCSM Skeena
- Un paquebot armé britannique : RMS Ausonia

## Le voyage
Les destroyers canadiens quittent le convoi le 21 mai. Le 30 mai, le HMS Ausonia quitte l'escorte du convoi. Le 31 mai, l'aviso HMS Rochester (en) rejoint le convoi suivi le lendemain de la corvette HMS Enchantress.
Le convoi arrive sans problème.